# Auras (mitología)

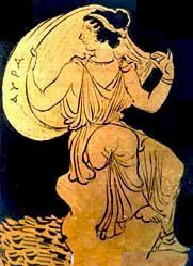
Aura representada en un skyphos lucano de figuras rojas,

En mitología griega, las auras (en griego Αὔραι) eran las ninfas de las «brisas». Nunca son individualizadas pero aparecen asociadas naturalmente a los dioses de los vientos. Estas ninfas apenas aparecen en las fuentes mitográficas en calidad de personificaciones. A las ninfas de las brisas también las llaman Αεται (Aetai, «soplos») y Πνοιαι (Pnoiai, «vientos»).
En la Odisea se dice que «el río Océano manda sin pausa las brisas sonoras de un poniente suave (aetai zephyroio, o brisas del céfiro) que anima y recrea». Quinto dice que Bóreas, el viento del norte, es el padre de las auras. En la escultura se pudiera asociar a las auras con las velificantes o figuras femeninas cuyo atributo es el velificatio; como por ejemplo en las dos figuras femeninas que flanquean a Tellus, esculpidas en el Ara Pacis de Augusto.
Ovidio, en dos de sus obras, nos habla de la trágica historia de Aura pero no especifica que ésta sea una de las ninfas de las brisas, sino una hija de Lelanto y de la oceánide Peribea.
Con el título de Las brisas se conocía a una comedia, hoy perdida, atribuida al poeta ateniense Metágenes.